# Fouragea
Fouragea is een geslacht van schimmels in de familie Opegraphaceae. De typesoort is Fouragea filicina.

## Soorten
Volgens Index Fungorum bevat het geslacht acht soorten (peildatum december 2021):
| Soortnaam               | Auteur(s)                                  | Publicatiejaar |
| ----------------------- | ------------------------------------------ | -------------- |
| Fouragea alba           | (Lücking) Ertz                             | 2020           |
| Fouragea filicina       | (Mont.) Trevis.                            | 1880           |
| Fouragea heliabravoa    | (Herrera-Camp. & Lücking) Ertz             | 2020           |
| Fouragea phyllobia      | (Nyl.) Zahlbr.                             | 1923           |
| Fouragea puiggarii      | (Müll. Arg.) Zahlbr.                       | 1923           |
| Fouragea tuxtlensis     | (Herrera-Camp. & Lücking) Ertz             | 2020           |
| Fouragea vegae          | (R. Sant.) Ertz                            | 2020           |
| Fouragea viridistellata | (Sérus., Lücking & Sparrius) Ertz & Frisch | 2014           |